# 楽譜コピー問題協議会
楽譜コピー問題協議会（がくふコピーもんだいきょうぎかい、英語名称：Consultative Assembly on Reprographic problems of Sheet music）は、楽譜の無断コピー防止のための啓発団体。略称CARS（カーズ）。
楽譜の複写権の許諾、権利料の徴収等は行っていない。日本音楽著作権協会（JASRAC）が著作権を管理している作品の楽譜をコピーする場合は、JASRACの出版課が窓口となっている。

## 概要
2004年9月9日、発足。
- 構成団体
  - 日本音楽作家団体協議会（FCA）
  - 日本作曲家協議会（JFC）
  - 日本音楽著作権協会（JASRAC）
  - 日本現代音楽協会（JSCM）
  - 日本楽譜出版協会（JAMP）
  - 日本童謡協会（ACS）[1]
- 主な活動
  - リーフレット「音楽と楽譜と森のなかまたち」[2]
  - ロゴマーク「LOVE THE ORIGINAL」の普及[3]